# Calyptotis lepidorostrum
Calyptotis lepidorostrum är en ödleart som beskrevs av  Allen E. Greer 1983. Calyptotis lepidorostrum ingår i släktet Calyptotis och familjen skinkar. Inga underarter finns listade.